# Selecta Visión

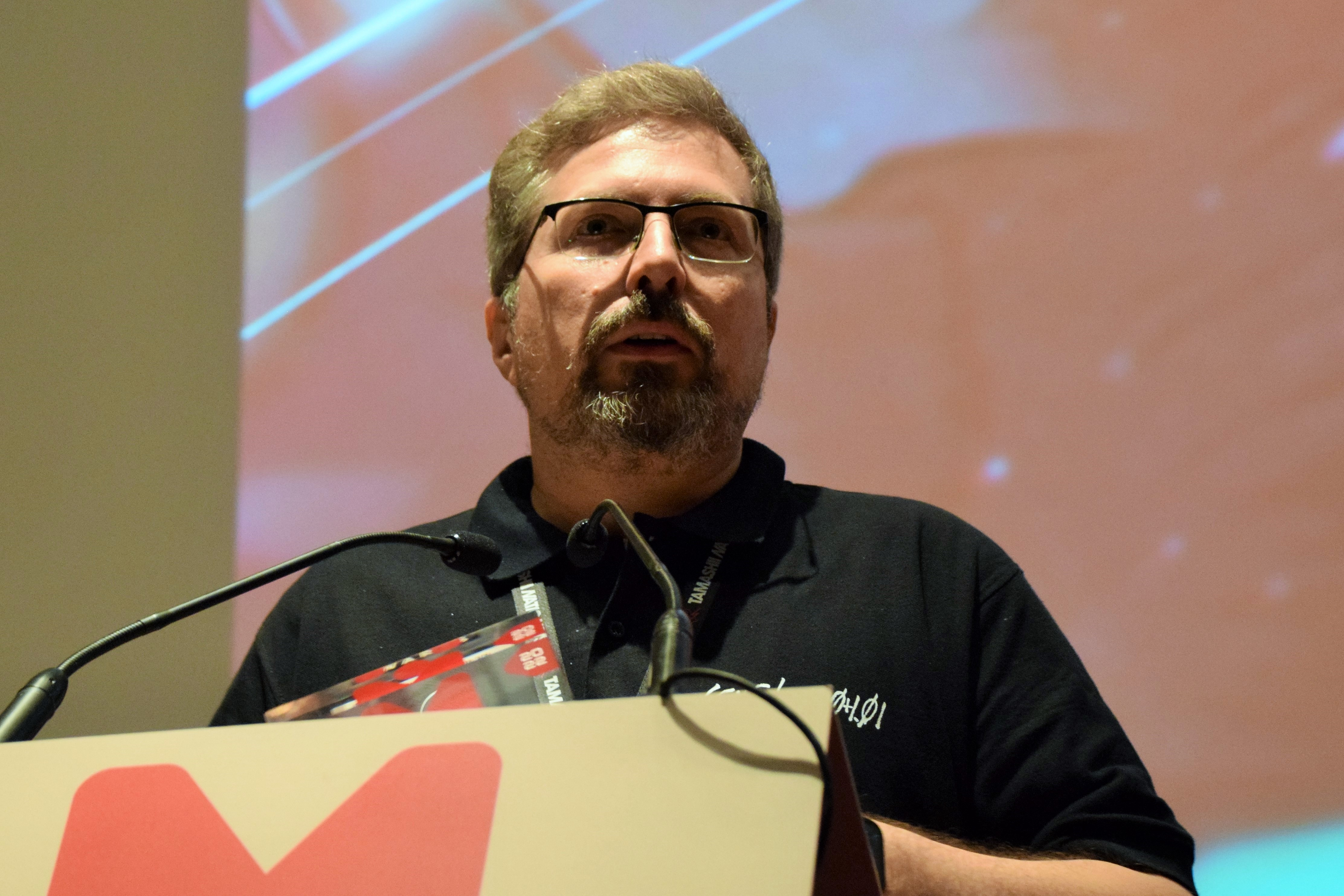
Manu Guerrero, product manager de Selecta Visión, en el 28 Manga Barcelona (2022).

Selecta Visión S.L.U. es una empresa española distribuidora y productora de contenidos audiovisuales.
Cuenta con un extenso catálogo, de más de 500 títulos, de derechos para España y Portugal de series y películas de animación reconocidas internacionalmente como Dragon Ball o Mazinger Z, y series de imagen real como The Librarians o largometrajes cinematográficos como Otoño en Nueva York, largometrajes de Woody Allen o A 47 Metros. Lidera en España la distribución de animación japonesa (anime) en cine, televisión, homevideo y plataformas digitales.
Selecta Visión ha producido, junto a distintas cadenas de televisión en España programas infantiles y juveniles de gran éxito como lo avala el Premio Ondas al programa más innovador (2001) por Desesperado Club Social en Antena 3, o el TP de Oro al Mejor Programa Infantil de Televisión (1996) por Club Megatrix. Otras producciones de Selecta Visión son Los Chuquis, que han permanecido cinco años en emisión en Telecinco, y Kombai&Co con más de 2 años de emisión en las mañanas de fin de semana. Comecaminos es producido para TVE, se emitía en La 1 todos los fines de semana y a diario en las mañanas de La 2. Posteriormente se convirtió en el contenedor infantil del canal infantil de TDT, Clan.

## Producción propia
- Los Chuquis (Telecinco) (1998 - 2000)
- Desesperado Club Social (Antena 3) (1999 - 2002)
- Monstruonoticias (Telecinco) (2000 - 2003)
- Cosas de monstruos (Telecinco) (2004)
- Kombai & Co (Telecinco) (2004 - 2005)
- Mangapolis (La Sexta) (2006)
- Comecaminos (La 1, La 2, Clan) (2006 - 2008)
- Clanners (Clan) (2011 - 2014)
- Cleo & Cuquín - Familia Telerín (Clan)

## Distribución
- Warner Home Video (previo a 2001)
- Buena Vista Home Video/Disney (2001-03)
- Universal Pictures (2003-07)
- Paramount (2007-11)
- Sony Pictures (2011-13, 2017, 2021-)
- 20th Century Fox (ahora conocido como 20th Century Studios) (2013-19)
- Cameo Media (2019-21)

## Series y películas de anime licenciadas
Dicha lista recoge algunas de las series editadas por Selecta Visión para España, puede ser una lista no completa
- 5 centímetros por segundo
- Akira
- Appare-Ranman!
- Appleseed
- Arc the Lad (anime)
- Arifureta Shokugyō de Sekai Saikyō
- Assassination Classroom
- Ataque a los Titanes
- Beheneko The Elf-Girl’s Cat is Secretly an S-Ranked Monster!
- Black Clover
- Black Lagoon
- Blood+
- Blood-C
- Blood-C The Last Dark
- Blood: The Last Vampire
- Blue Submarine No. 6
- Boogiepop Phantom
- Brain Powerd
- Bubblegum Crisis
- Capitán Tsubasa
- Chicho Terremoto
- City Hunter
- Conan El niño del futuro
- Cowboy Bebop
- Danmachi (¿Qué tiene de malo intentar ligar en una mazmorra?)
- Dangaioh
- Darling in the Franxx
- Dead Leaves
- Death Note
- Devil May Cry
- Digimon Adventure: Last Evolution Kizuna
- DNA²
- Dragon Ball
- Dragon Ball Z
- Dragon Ball GT
- Dragon Ball Super
- Dragon Ball Super: Broly
- Dragon Ball Z Películas
- Eat-Man
- El jardín de las palabras
- El lugar que nos prometimos
- El Maravilloso Mundo de Hello Kitty
- Ergo Proxy
- Fairy Tail
- FLCL
- Fullmetal Alchemist: Brotherhood
- Garo
- Gun x Sword
- Gasaraki
- Ghost in the shell
- Haikyū!!
- Hellsing
- High Card
- Highschool of the Dead
- Hunter X Hunter
- Iczer-3
- Inuyasha
- Iria
- Jojo's Bizarre Adventure
- Josee, el Tigre y los Peces (Joze to Tora to Sakanatachi)
- Kaidoomaru
- Kimetsu no Yaiba (Guardianes de la noche)
- Kenshin, El Guerrero Samurai
- King of Thorn
- La chica que saltaba a través del tiempo
- La isla de Giovanni
- Landlock
- Last Exile
- La visión de Escaflowne
- Le Chevalier D'Eon
- Legend of Lemnear
- Loui: El Guerrero de las Runas
- Macross Plus
- Made in Abyss
- Madoka Magica
- Maquia, una historia de amor inmortal
- Mardock Scramble
- Mary y la flor de la bruja
- Millennium Actress
- Mushishi
- My Hero Academia
- Naruto Shippuden
- Neon Genesis Evangelion
- Ninja Scroll
- No Game No Life
- Noir
- Noragami
- One Piece Películas
- One Punch Man
- Orguss 02
- Orphen
- Oshi no Ko
- Outlaw Star
- Overlord
- Paranoia Agent
- Peace Maker
- Planetes
- Proyecto A-Ko
- Psycho-Pass
- Puella Magi Madoka Magica
- Rahxephon
- Ranma ½
- Record of Lodoss War
- Reideen
- R.O.D (Read or Die)
- Sailor Moon
- Saint Seiya
- Saint Seiya The Lost Canvas
- Sakura Clear Card
- Sakura Wars
- Samurai 7
- Samurai Champloo
- Serial Experiments Lain
- Shin Mazinger Shougeki! Z hen
- Shigatsu wa Kimi no Uso
- Spirit of Wonder
- Stand by Me Doraemon
- Street Fighter Alpha
- Street Fighter II
- Summer Wars
- Sword Art Online
- Tengen Toppa Gurren-Lagann
- Texhnolyze
- Tokyo Ghoul (Todas las sagas) (Anime)
- Tortugas Ninja
- Transformers
- Trigun
- Tu Color
- Virus El cazador
- Wolf Children (Los niños lobo)
- Wolf's Rain
- Your name (Kimi no Na wa)
- El tiempo contigo (Tenki no Ko)

## Series y películas licenciadas (No Anime)
- Armour of God
- Armas invencibles
- Ace Attorney
- Bruce Lee Ultimate Collection
- Buscando la estrella de Navidad
- Crime Story
- Dentro del Laberinto
- Dinosaur Train (version Castellana)
- Dirty Ho
- Dragon Fist
- El Desafío de los Maestros
- El Furor del Dragón
- El Hijo Prodigio
- Érase una vez en China
- Farscape
- Fatwa
- Furia Oriental
- Game 6
- Grand Champion
- Halloween
- Hapkido Escuela de Kung Fu
- Heart of Dragon
- Heroes shed no Tears
- Juego con la Muerte
- Karate a Muerte en Bangkok
- Kika Super bruja
- King Eagle
- La CQ
- La fuga de los Dalton
- La última corrida
- Las aventuras de Tintín
- Leyendas del océano La película
- Los locos del cannonball
- Lucky Luke
- Magnificent Butcher
- Magnificent Warriors
- Miss XV
- Missing in America
- Mr. Vampire
- My Lucky stars (La banda de los super camorristas)
- Re-Animator
- Sindy la princesa de las Hadas
- Superpolicía en apuros
- Terror Extremo Occidental
- The Medium
- The Canton Godfather
- The Master
- The Postman Fights Back
- Tortugas Ninja
- Twinkle Twinkle Lucky Stars (El regreso de los supercamorristas)
- Vida Acuática. Jacques Cousteau
- Winners And Sinners